# سبيس شيب تو

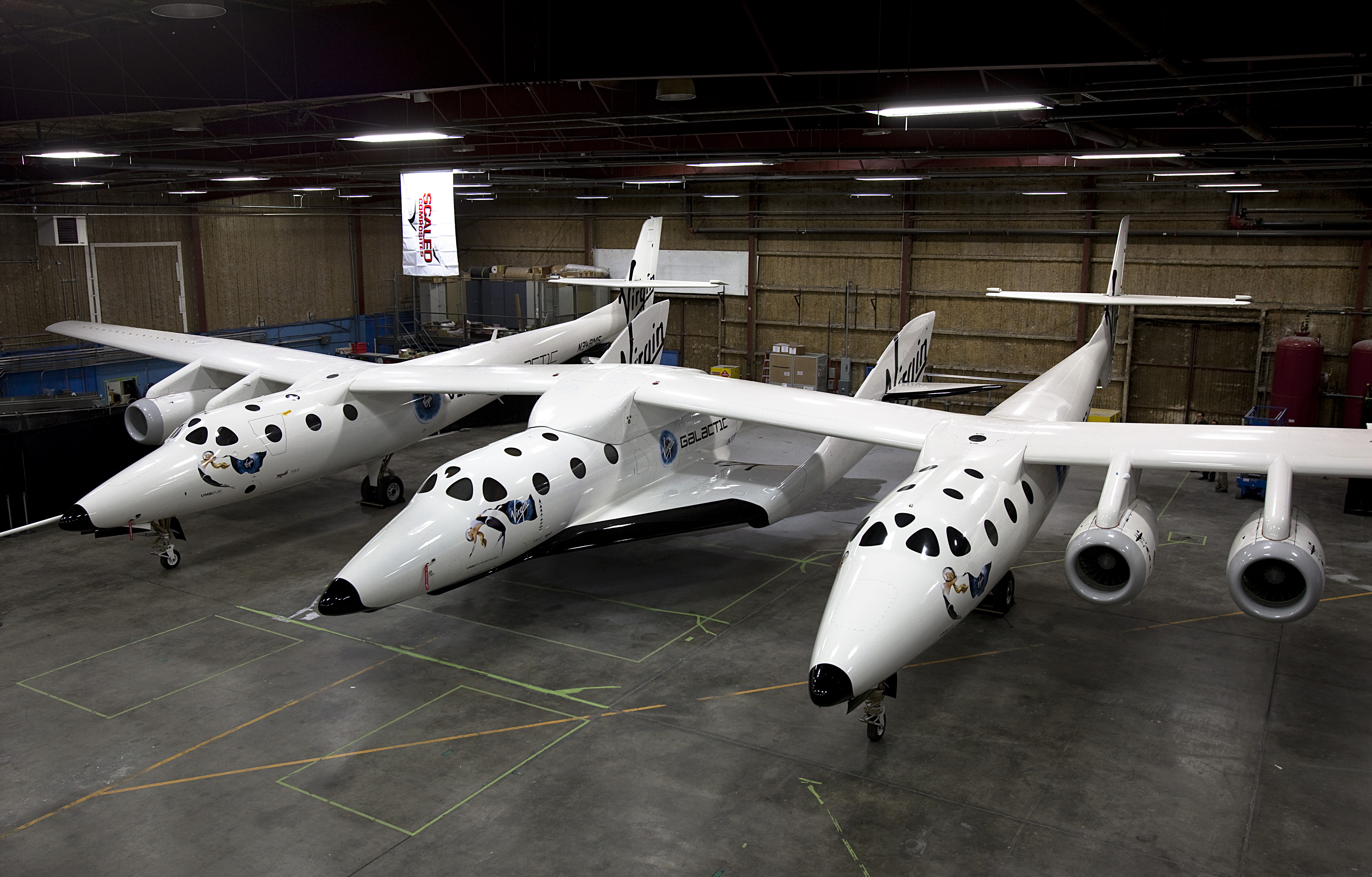
سبيس شيب 2(في الوسط), مثبتة في الطائرة الحاملة 2 White Knight

سكيلد كومبوزيتس موديل 339 سبيس شيب–تو (بالإنجليزية: Scaled Composites Model 339 SpaceShipTwo (SS2))‏ هي طائرة فضائية مدارية صغيرة لحمل سياح الفضاء تابعة لفيرجن غالاكتيك وتطورها شركة السفينة الفضائية، وهي صناعة مشتركة بين شركة سكاليد كومبوزيت الأهلية ومجموعة السير ريتشارد برانسون فيرجن (أهلية أيضا)، كجزء من برنامج الفئة 1ب. تم ازاحة الستار رسميا عن السفينة الفضائية «سبيس شيب 1» يوم الإثنين 7 ديسمبر/كانون الأولِ 2009، في الميناء الفضائي في كاليفورنيا. وتخطط فيرجن جالاكتيك للخطوط الفضائية لتشغيل أسطول مكون من خمسة من هذه الطائرات لنقل الركاب في رحلات فضائية تحت مدارية قصيرة، بعد أن خضعت لاختبارات طيران مبدئية ناجحة. ستبدأ الرحلات الرسمية أوائل عام 2013. ثمن التذكرة 200.000 دولار أمريكي.

## التصميم والرحلة

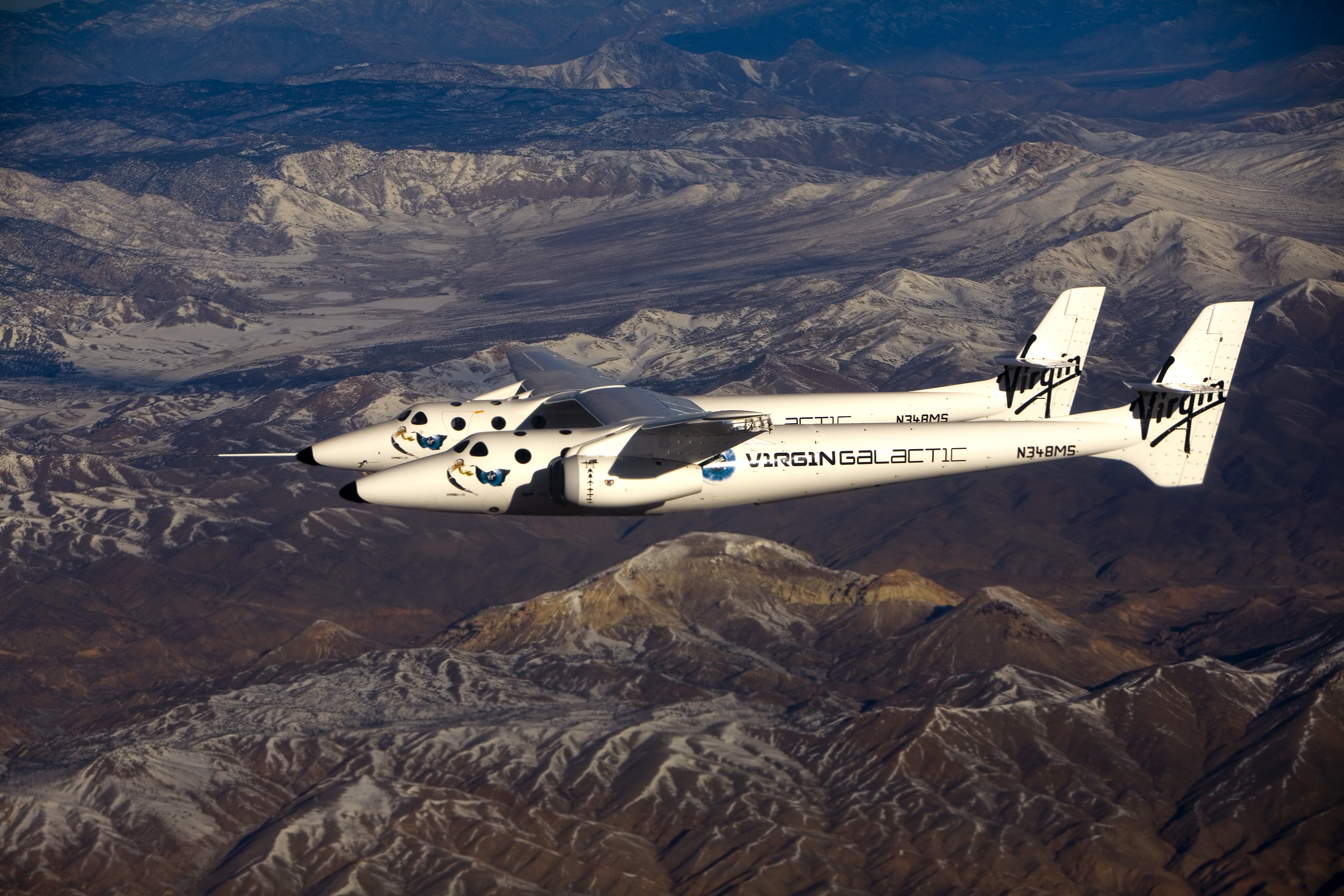
أول طيران للطائرة الحاملة "وايت نايت " يوم 21 ديسمبر 2008.

يستند المشروع SpaceShipTwo في جزء منه على التكنولوجيا المتقدمة لمركبة الفضاء سبيس شيب وان كجزء من برنامج سكيلد كومبوزيتس للفئة الأولى، بتمويل من بول ألين. شركة السفينة الفضائية ترخص هذه التكنولوجيا من «شركة الفضاء موجافي»، وهو مشروع مشترك بين بول آلن وبيرت روتان.
ستقوم سبيس شيب 2 بالطيران إلى الفضاء وهي قادرة على حمل ثمانية أشخاص: ستة ركاب وطيارين.وسيبلغ أقصي ارتفاعل لها تقريبا 110 كيلو مترا (68 ميلا) في الطبقة الجوية العليا، نحو 10 كيلومتر أعلى من خط كارمان. وستصل سرعة المركبة الفضائية الثانية إلى 4200 كم/ساعة (2.600 ميل / ساعة) باستخدام محرك صاروخي هجين، والذي يسمى «المحرك الصاروخي من النوع الثاني». ستنطلق المركبة التي هي في شكل طائرة صغيرة وتنفصل عل الطائرة الحاملة «وايت نيت 2» على ارتفاع 15 كيلومتر، وتنفصل وتواصل رحلة ارتفاعها بمحركها الصاروخي بسرعة 4200 كيلومتر في الساعة (نحو 5و3 أضعاف سرعة الصوت)، وتصل خلال 70 ثانية إلى ارتفاع نحو 100 كيلومتر. عندئذ تقوم بالطيران في قوس علوي في شكل قطع زائد لمدة 3 دقائق تصل خلاله إلى أقصى ارتفاع، وهو ارتفاع 110 كيلومتر. خلال تلك الثلاث دقائق يشعر الركاب بحالة انعدام الوزن.
سيتمتع الركاب بمشاهدة السماء سوداء لانعدام الهواء ومشاهدة تقوس الأرض الزرقاء تحتهم بما فيها من بحار ومحيطات ويابس، تلك بعض الانطباعات التي يعيشها رائد فضاء. توجد في المركبة سبيس شيب 2 نوافذ باتساع 33 سنتيمتر إلى 45 سنتيمتر بحيث تكون المشاهدة رائعة. ثم العودة للأرض بعد تلك الثلاثة دقائق بطريقة الطائرة العادية إلا أن الركاب سوف يعانون من عملية كبح سرعة الطائرة ب تسريع عكسي قد يصل إلى 6 "g".
ستصل «سبيس شيب 2» بمحركها الصاروخي إلى ارتفاع الذروة على ارتفاع 110 كيلومتر. يبلغ قطر مقصورة الطائرة الفضائية 3.66 متر (12 قدم). ويبلغ طول الجناح 8.23 متر: أي يبلغ طول جناحي الطائرة 18.29 متر وارتفاع الذيل 4.57 متر.
تستخدم السفينة الفضائية الثانية نظام اعادة الدخول المريشة، نظرا إلى انخفاض سرعة العودة البالغ 4200 كيلومتر في الساعة (على النقيض من مكوك الفضاء وغيره من المركبات الفضائية المدارية الذي تبدأ العودة فيه عند سرعة نحو 25.000 كم/ساعة (16.000 ميل /ساعة) باستخدام الدروع الواقية من الحرارة). والطائرة سبيس شيب تو مصممة للدخول في الجو في أي زاوية.
وسوف تتباطأ سرعة SpaceShipTwo أثناء احتكاكها ب الغلاف الجوي، وتستغرق نحو 25 دقيقة لتنزلق مرة أخرى إلى ميناء فضائي مثل أي طائرة أخرى. وبمجرد عودة الركاب سوف يحصلوا على ختم رحلات الفضاء على جوازات سفرهم، كما يتم منحهم أجنحة رائد فضاء في حفل توزيع الجوائز. وسيكونون قادرين على إعادة عيش هذه الرحلة من خلال فلم مصور يتم تصويره خلال الرحلة الفضائية.
السفينة الفضائية «سبيس شيب تو» (طائرتها الناقلة الجديدة «وايت نايت 2») تعادل ضعف حجم الجيل الأول من المركبة الفضائية (سبيس شيب وان) والمركبة الأم لـ (الفارس الأبيض) التي فازت بجائزة انصاري اكس. وسوف يكون قطر النوافذ في المركبة الفضائية الثانية 43 سم و 33 سم لتحسين مشاهدة المسافرين والتمتع بمشاهدة السماء والكرة الأرضية تحتهم. وجميع المقاعد سوف تعود مقاعدها إلى الوراء خلال الهبوط لتعضيد القدرة على تحمل عملية الكبح في الهواء العنيفة. ويقال ان سبيس شيب تو يمكنها ان تهبط بسلام حتى ان تعرضت لضرر هائل أثناء الرحلة.

## كيف سترى «سبيس شتيشن 1» الأرض

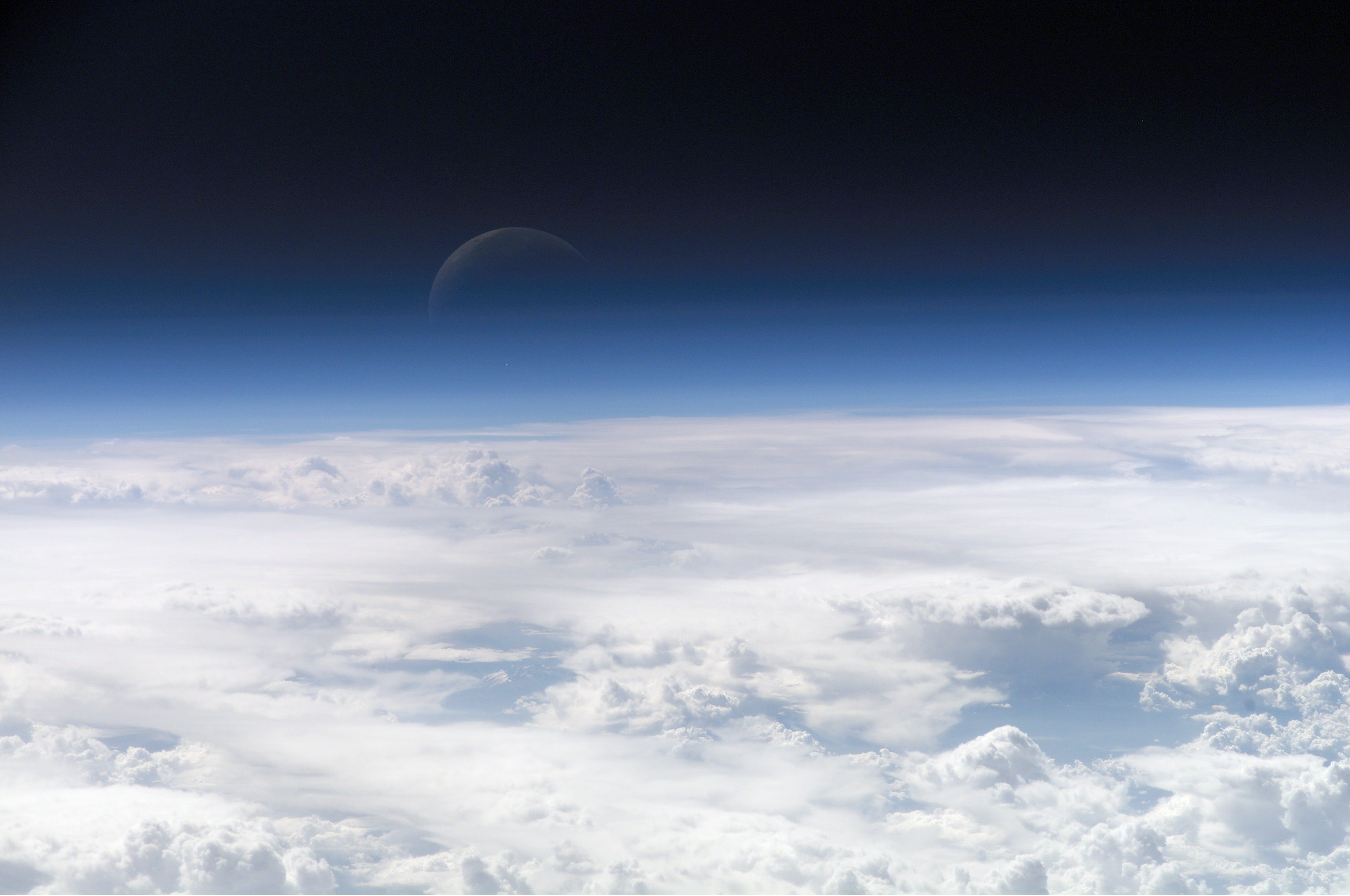

تكسر الغازات المكونة للهواء مثل النتروجين والأكسجين الضوء بجميع ألوانه وينتشر الضوء الأزرق بصفة خاصة عن باقي ألوان الطيف، فتبدو الأرض وحافة أفق السماء باللون الأزرق من ارتفاع 100 كيلومتر. وتبدو السماء على ارتفاعات أعلى من ذلك وتميل رويدا رويد إلى اللون الأزرق الداكن ثم اللون الأسود على الارتفاعات الكبيرة بسبب قلة الهواء ثم انعدامه على التوالي. وبذلك يصبح الفضاء الخارجي أسودا حيث لا يوجد هواء ينكسر على ذراته وجزيئاته الضوء.

## طيران عام 2014
من المزمع أن تطير فيرجين غالاكتيك سبيس شيب 2 في عام 2014 بعدد من الركاب الذين يستطيعون دفع مبلغ 25.000 دولار أمريكي لكل واحد منهم للاشتراك في رحلتها. وتحوي سفينة الفضاء محرك صاروخي يقوم برفعها في الجو، ثم تعود لتهبط على أحد مدرجات الطيران إلى الأرض. وربما تصبح سبيس شيب 2 الاسم الزاهر في عالم سياحة الفضاء وتنهي مرحلة الطيران إلى الفضاء والتي كانت تستحوز عليها الحكومات.
كان أول طيران ناجح لسبيس شيب تو في أبريل 2013 حيث وصلت سرعتها إلى 22و1 ماخ.
وفي يوم 31 أكتوبر 2014 تحطمت «في إس إس إنتربرايز» عقب انفصالها عن الطائرة الأم على ارتفاع 45000 قدم اثناء طيران اختباري. مات مساعد الطيار «ميشائيل ألزبوري» وأصيب قائد الطائرة «بيتر سيبولد» بإصابات شديدة. حدث ذلك بعدما وصلت سرعة الطائرة إنتربرايز سرعة 4200 كيلومتر في الساعة، ولم يكن على نتنها سوى طياري الاختبار.

## اقرأ أيضا
- سبيس شيب وان
- خط كارمان
- ميزوسفير
- ثيرموسفير
- في إس إس إنتربرايز